# PG-SOFT
PG-SOFT est une société de droit français créée[Où ?] en 2009 qui contribue au développement du progiciel Archibaldo.
Son cœur de métier est le Web. https://pg.live/
Í